# 양순 방출음
양순 방출음(兩脣放出音)은 자음의 하나로, 위아래 입술에서 조음하는 방출음이다. IPA 기호는 pʼ이다.
듣기:

## 발음의 예
- 암하라어: ጰ, ጱ, ጲ, ጳ, ጴ, ጵ, ጶ의 첫소리에서 이 소리가 난다.
- 케추아어족: p’에서 이 소리가 난다.
- 조지아어: პ에서 이 소리가 난다.
- 오로모어, 월라이타어: ph에서 이 소리가 난다.